# Administratorzy warmińscy
Administratorzy warmińscy – zarządcy diecezji warmińskiej od czasu zakończenia II wojny światowej do 1972.
Zarówno zarządcy diecezji w Polsce, jak i w Niemczech nie posiadali tytułu biskupa warmińskiego, z tym że zarządcy niemieccy są uznawani w oficjalnych rocznikach watykańskich.

## Zarządcy diecezji w Polsce (1945–1972)
- 1945: Jan Hanowski, wikariusz kapitulny
- 1945–1951: Teodor Bensch (administrator apostolski)
- 1951–1953: Wojciech Zink (wikariusz generalny prymasa, od 1952 wikariusz kapitulny)
- 1953–1956: Stefan Biskupski (wikariusz kapitulny)
- 1956–1965: Tomasz Wilczyński (biskup olsztyński)
- 1965–1967: Józef Drzazga (wikariusz kapitulny, w latach 1967–1972 administrator apostolski)
- 1985–1988: Edmund Piszcz (biskup tytularny Aurusuliany, administrator apostolski)

## Zarządcy diecezji w Niemczech (1947–1972)
- 1947–1957: Artur Kather (wikariusz kapitulny)
- 1957–1972: Paul Hoppe (wikariusz kapitulny)